# معصومه آقاپور
معصومه آقاپور علیشاهی (زاده ۹ اسفند ۱۳۴۸ تهران) سیاستمدار اصلاح‌طلب ایرانی است که از ۱۲ آذر ۱۴۰۳ مشاور رئیس‌جمهور در امور همکاری‌های اقتصادی است. 
 وی پیش‌تر نماینده شبستر در دوره دهم مجلس شورای اسلامی بوده‌است.تحصیلات وی دکتری اقتصاد گرایش مدیریت کار از دانشگاه آزاد اسلامی واحد شهر قدس است.  به پیشنهاد وزیر اقتصاد و دارایی و تصویب هیئت وزیران، معصومه آقاپورعلیشاهی، رحمت‌الله صادقیان و حمید کردبچه به‌عنوان خبره مالی عضو شورای عالی بورس تعیین شدند. 5

## نماینده شبستر در مجلس دهم و رد صلاحیت در مجلس یازدهم
در دهمین دوره انتخابات مجلس شورای اسلامی، معصومه آقاپور علیشاهی، در لیست ائتلاف فراگیر اصلاح طلبان: گام دوم در شبستر حضور داشت و در در دور دوم توانست با ۲۴٬۹۵۲ رأی از مجموع ۳۹٬۷۵۴ رأی مأخوذه صحیح به‌عنوان نماینده منتخب شبستر، وارد مجلس دهم شود. 

## بازدید و تمجید از شرکت کروز
وی در سال ۱۳۹۸ طی بازدیدی از سایت شماره شرکت کروز به تعریف از این شرکت پرداخت و گفت: «۷۰ درصد در کروز از تخصص‌های بانوان استفاده شده و این نقطه قوتی است که نگاه زنانه و ریزبینانه را در این واحد تولیدی افزایش و موجب می‌شود همپای استانداردهای جهانی پیش رویم، شرکت کروز یک نمونه بسیار موفق شرکت خصوصی است.»
آقاپور نیز پس از بایدید از سایت کروز گفت: «صنعت خودروسازی به این معنا نیست که ادارهٔ آن را به شکل دولتی ادامه دهیم، چرا که شاهد بودیم این صنعت از لحاظ کارشناسی بودن خارج و سیاسی شد که در نهایت ضربه‌های سهمگینی به صنعت خودروسازی وارد شد. متأسفانه همه شعار می‌دهیم باید به سمت خصوصی سازی صنعت خودرو پیش رویم که اگر تحقق یابد بسیاری از مشکلات این صنعت رفع می‌شود و نتیجه آن رضایت بخش است.»
آقاپور پس از بازدید از سایت این شرکت مدعی شد: " کروز یک نمونه بسیار موفق شرکت خصوصی در پیش روی ما است که باید بیشتر در معرفی فعالیت‌های خود از طریق رسانه‌ها بپردازد تا صدایش به گوش مسئولان برسد. در این شرکت استانداردها در حد بالایی
است و همه دستگاه‌های آن بهترین و به روزترین دستگاه‌های دنیا است، همچنین نیروی انسانی توانمندی در دسترس دارند و اشتغال زایی بسیار خوبی برای زنان ایجاد کرده است که این موضوع کمک بزرگی به جلوگیری از اسیب‌های اجتماعی کرده است. حال می‌بایست از این شرکت حمایت کنیم و مجلس در راستای تقویت بخش خصوصی تلاش و فعالیت می‌کند."

## معاونت امور زنان و خانواده
وی در انتخابات ریاست‌جمهوری ۱۴۰۳ رئیس ستاد انتخاباتی حزب مردم‌سالاری بود. چند کانال تلگرامی‌ او را به‌عنوان‌ معاون‌ امور زنان و خانواده رئیس‌جمهور معرفی کردند اما به سرعت تکذیب شد.